# Língua mepuri
O mepuri é uma língua extinta da família linguística arawak falada no rio Curicuriari e no rio Marié, no Brasil.

## Vocabulário
Vocabulário mepuri (flora, fauna e artefatos culturais):
| Português              | Mepuri                               |
| ---------------------- | ------------------------------------ |
| tatu grande            | haianna                              |
| anta                   | ʃeema                                |
| caititu                | jammuka                              |
| veado                  | kauájanní                            |
| onça                   | koohé                                |
| cão                    | tʃiino                               |
| boto                   | hammana                              |
| pomba                  | vókoko                               |
| mutum                  | paijuni                              |
| galo                   | kaláka                               |
| urubu                  | jutʃa + ʃaléna                       |
| gavião                 | pijunʃo                              |
| arara-vermelha         | laoi                                 |
| arara-amarela          | aalu                                 |
| papagaio               | uatúʃu                               |
| jacaré                 | auli                                 |
| jabuti                 | koliu                                |
| cabeçudo               | huupa                                |
| peixe                  | tévaia                               |
| piraíba                | banaule                              |
| surubim                | kunihi                               |
| batata-doce            | kalihi                               |
| cará                   | iakunhe                              |
| mandioca               | keẽnhé                               |
| mina maniva            | kaike                                |
| tapioca                | keñhi-kai                            |
| farinha                | matʃuka                              |
| capim                  | kauvákuni                            |
| milho                  | makannaʃi                            |
| curare                 | mauvákoni                            |
| banana                 | banala (< português)                 |
| feijão                 | kummana                              |
| guaraná                | jiuko                                |
| tabaco                 | litʃi                                |
| cachimbo               | kathima au (< português cachimbo)    |
| arco                   | tʃoopi                               |
| flecha                 | catʃianani / catʃiarani              |
| borduna                | kuidarú (< português cuidaru)        |
| bruxo                  | katilakhéne / kaiápakhéne            |
| buzina                 | mainieti                             |
| canoa                  | hiitʃa                               |
| caxiri                 | jialáke                              |
| demônio                | jemátʃu                              |
| Deus                   | Haiaba                               |
| faca                   | hienati                              |
| lança                  | mulúku (< português regional mulucu) |
| machado                | eepti                                |
| pote                   | tʃukálu + jiuapi                     |
| rede                   | voalahsi                             |
| zarabatana             | tʃámana                              |
| cartucheira sacola (?) | thauvana                             |
| algodão para seta (?)  | pilipthi                             |